# Igüeña
Igüeña és un municipi de la província de Lleó, a la comunitat autònoma de Castella i Lleó. Forma part de la comarca d'El Bierzo.

## Demografia
| 1991 | 1996 | 2001 | 2004 |
| ---- | ---- | ---- | ---- |
| 2464 | 2148 | 1824 | 1702 |

## Nuclis de població
- Igüeña
- Colinas del Campo de Martín Moro Toledano
- Espina de Tremor
- Tremor de Arriba
- Pobladura de las Regueras
- Rodrigatos de las Regueras
- Almagarinos
- Quintana de Fuseros